# 佩爾巴赫河 (維森特河支流)
48°59′31″N 12°24′22″E / 48.99191°N 12.40619°E

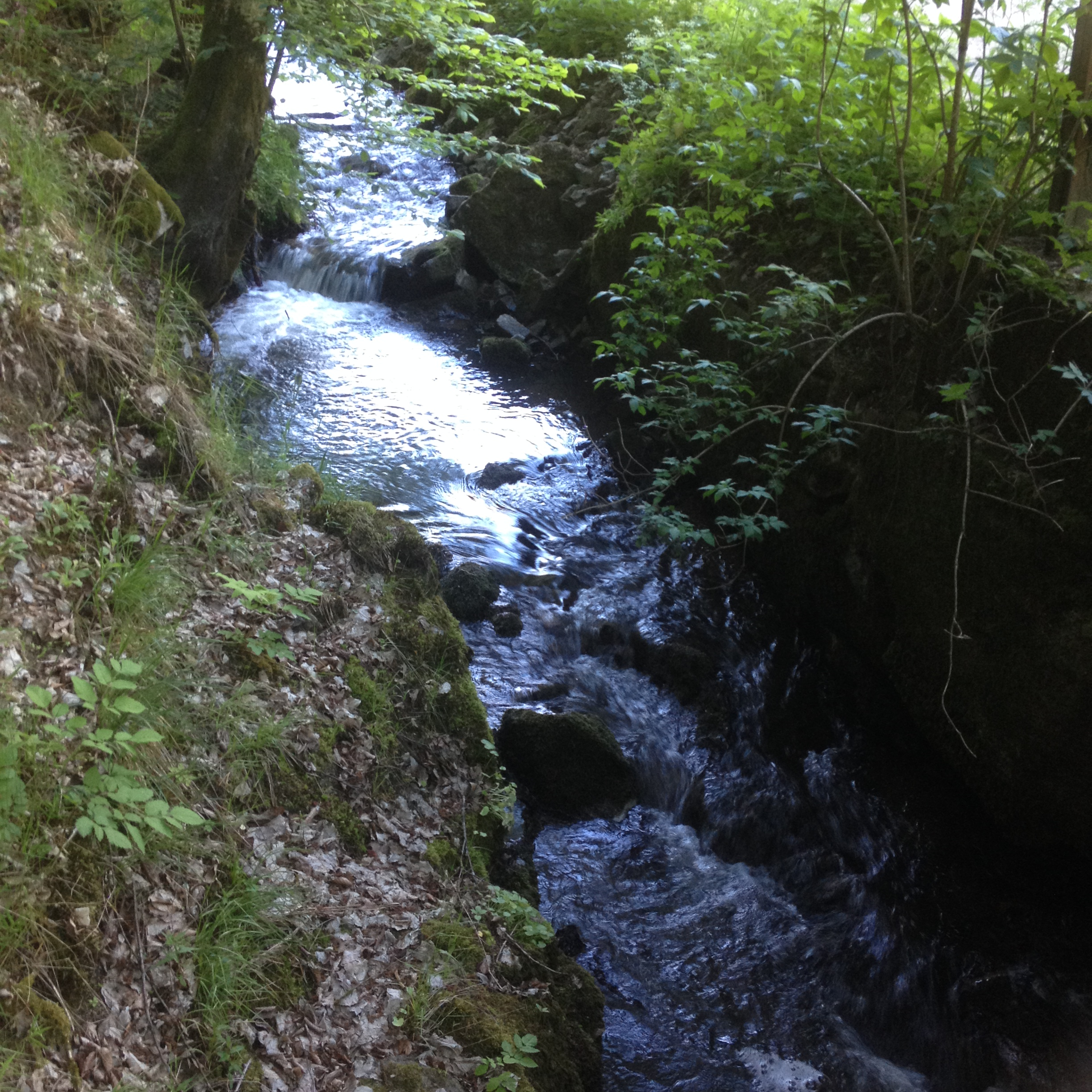

佩爾巴赫河是德國的河流，位於該國東南部，由巴伐利亞負責管轄，屬於維森特河的左支流，河道全長11.9公里，流域面積21.1平方公里。